# Jean-Claude Eicher
 (juin 2025).
 (juin 2025).
Jean-Claude Eicher, (1929-2003) était un économiste français ayant fondé l’IREDU (Institut de recherche sur l’éducation) à Dijon. Il a permis d’instituer en France les recherches en économie de l’éducation, suite à ses séjours aux Etats-Unis, à l’Ecole de Chicago, auprès des économistes américains comme Théodore Schultz (Prix Nobel d’économie). Ses recherches ont portés principalement sur l’investissement humain dans l’éducation à travers l’importation de la théorie du capital humain en France, mais également le financement de l’éducation, le système éducatifs français du primaire à l’enseignement supérieur, la comparaison internationale des systèmes éducatifs, les relations formation-emploi et l’éducation dans les pays d’Afrique Sub-Saharienne.
Après son décès, ses proches et quelques chercheurs et chercheuses fonderont l’AJCDE (Association Jean-Claude Eicher pour le Développement de l’Économie de l’Éducation) qui cherchera à récompenser les thèses présentes dans la continuité des travaux de Jean-Claude Eicher en économie de l’éducation.

## Biographie

### Etudes supérieures
Né en 1929 en Meurthe-et-Moselle, Jean-Claude Eicher ambitionne d'abord de devenir militaire de carrière suite aux nombreuses histoires de guerre qu'il entend plus jeune. Après avoir été convaincu qu'il n'était pas fait pour l'armée il entreprend des études de Droit à l’Université de Lille jusqu’à l’obtention de son diplôme en 1950. Ce choix par défaut lui permet de faire à côté des études, "plus romantiques", dans le journalisme. De ce fait, il obtient également un diplôme en journalisme à l’Ecole supérieure de Journalisme de Lille en 1950. En 1952, il obtient un Master of Arts en Economie à l’Université d’Indiana aux Etats-Unis suite à des études permises par une bourse Fulbright. Revenu en France, il passe deux nouveaux diplômes d’études supérieures : un en Economie Politique et un en Sciences Economiques à l’université de Nancy dont il est diplômé en 1953.
Suite à cela, il retourne une deuxième fois aux Etats-Unis souhaitant effectuer une thèse en économie à l’université de Chicago qui ne sera cependant pas finalisée. Malgré cela, ce deuxième séjour lui permet de découvrir l’économie de l’éducation et la théorie du Capital Humain auprès de grands économistes américain tels que Théodore Schultz (Prix Nobel d’économie). C’est grâce à ces enseignements qu’il réussit sa thèse d’état en économie sur la théorie de la fonction de consommation en 1958 en France. Simultanément, il passe un troisième diplôme d’études supérieures en Histoire du Droit à l’Université de Nancy. Une fois devenu docteur en économie, Jean-Claude Eicher retourne, en 1959, à l’Ecole de Chicago pour poursuivre ses premières investigations sur l'influence de l'effort financier en faveur de l'éducation sur la croissance comparée des quarante-huit états des États-Unis.

### Carrière académique
Avant l’obtention de sa thèse d’état, il est chargé de cours en Economie à l’Université Catholique de Lille pendant un an (1956-1957), puis assistant de recherche au CNRS, l’année suivante.

En 1960, après deux ans passés à l’Université de Nancy en tant que chargé de cours, il passe l’agrégation de Sciences économiques malgré les nombreuses sollicitations de l'école de Chicago. Il ne restera cependant étranger au domaine de l'éducation comme il le déclarera en 1993 :

« Mais l'intérêt pour ce domaine de recherche était désormais bien ancré. La publication en 1960 dans la Revue Économique d'un article sur "la rentabilité de l'investissement humain" qui reprenait les principaux résultats des travaux menés à Chicago en fut le premier témoignage »

— Jean-Claude Eicher, De la théorie du capital humain à une analyse plus globale de l'économie de l'éducation
En 1961, il devient maitre de conférence agrégé à l’université royale de Phnom-Penh au Cambodge jusqu’en 1963 avant de revenir en France pour occuper le même poste à l’Université de Bourgogne. En 1966, il devient professeur agrégé en Sciences économique et occupera ses fonctions à l’université de Bourgogne jusqu’à la fin de sa carrière. C’est également cette année qu’il prend la direction de l’Institut d’Economie Régionale (IER) de Bourgogne-Franche-Comté.
En parallèle de sa fonction d’enseignant-chercheur à l’Université de Bourgogne, Jean-Claude Eicher occupe de nombreux postes institutionnels. En effet, il est également Doyen de la faculté de Droit et de Sciences économiques (1969-1970) puis Doyen de la faculté de Sciences économiques et de Gestion (1971-1974 puis 1976-1979). Il est également premier Vice-président de l’Université de Bourgogne (1970-1972) et Vice-président en charge de l’évaluation de cette même université quelques années plus tard (1988-1994). Enfin, il est également directeur de l’IUFM (Institut Universitaire de Formation des Maitres) à l’Université de Bourgogne entre 1991 et 1994.
En 1993, Jean-Claude Eicher rédige un article où il retrace sa carrière et écrit ainsi, quatre ans avant de devenir professeur émérite :

« Ce n'est pas à moi de la juger, d'apprécier le rôle que j'ai pu jouer
dans le développement de l'économie de l'éducation. Je sais tout ce
que j'aurais souhaité faire et que je n'ai pas mené à bien. Mais je suis
satisfait d'avoir pu créer et développer une équipe qui a acquis une
notoriété certaine, d'avoir permis à des jeunes étudiants brillants
d'embrasser la carrière de chercheur et d'avoir forgé un instrument
qui n'a plus besoin de moi pour perdurer. J'ai eu aussi beaucoup de
plaisir à me lier aux Sciences de l'Education et à participer au rapprochement de disciplines voisines travaillant sur l'éducation. »

— Jean-Claude Eicher, De la théorie du capital humain à une analyse plus globale de l'économie de l'éducation

### Fondation de l’IREDU
Au début des années 1960, André Piatier, professeur agrégé de Droit, monte une cellule sur l'économie de l'éducation au sein du Centre d'études des techniques économiques modernes (CETEM) qu'il a lui-même fondé à l'Ecole Pratiques des Hautes Etudes. Jean-Claude Eicher ainsi que Michel Debeauvais sont donc invités à co-animer cette cellule qui permet d'établir l'économie de l'éducation en France.
En 1965, à l'Université de Bourgogne, la mise en place d'une direction de recherche sur les aspects économique de l'éducation dans le cadre du DESS de Sciences économiques permet également de commencer à réaliser des travaux en économie de l'éducation, même si ces derniers demeurent majoritairement des mémoires d'étudiants. Poursuivant ce premier pas, Jean-Claude Eicher souhaite aller plus loin pour permettre la réalisation de travaux plus ambitieux mais manque d'une équipe permanente et de financements. L'année suivante, il devient directeur de l'IER et fonde ce qu'il appellera :

« un embryon de groupe de recherche semi-permanent »

— Jean-Claude Eicher, De la théorie du capital humain à une analyse plus globale de l'économie de l'éducation
Ce nouveau groupe de recherche lui permet de débuter les travaux, fortement encouragés par différentes institutions de la formation professionnelle, sur le lien formation-emploi.

En 1969, une action spécifique venant du directeur scientifique pour les Sciences Sociales au CNRS, Pierre Bauchet, permet à Jean-Claude Eicher de créer un noyau permanent de chercheurs sur l'économie de l'éducation.

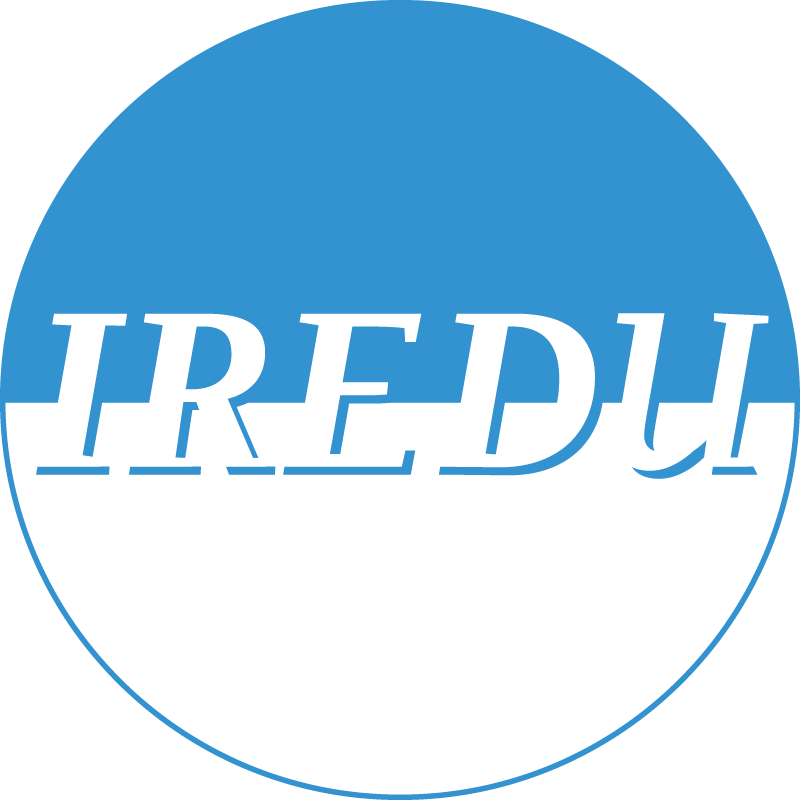
Logo de l'IREDU (Institut de recherche sur l'éducation)

Ainsi, le 13 mai 1971, Jean-Claude Eicher fonde l’Institut de recherche sur l’éducation alors nommé Institut de recherche sur l’économie de l’éducation grâce à des financements du CNRS. Il fonde ce laboratoire à la suite de ces séjours aux Etats-Unis, souhaitant développer en France l'économie de l'éducation. L'IREDU devient donc à sa création le premier laboratoire de recherche en économie de l'éducation en France.
En 1971, le laboratoire est composé d'un noyau initial restreint de cinq économistes : Serge Cuenin, Jean-Claude Eicher, Benoît Millot, Alain Mingat et François Orivel, auquel s'ajouteront quatre nouveaux économistes CNRS à la fin des années 1970. Par la suite, au début des années 1980 se seront également des sociologues, comme Marie Duru-Bellat (dont la thèse a été dirigée par Jean-Claude Eicher) qui seront inclus au laboratoire.
En 1985, Jean-Claude Eicher transmet la direction du laboratoire à François Orivel, tout en restant actif dans la recherche et dans les différentes missions administratives et institutionnelles.

## Postérité
De nos jours, l'amphithéâtre du Pôle AAFE (Acquisition, Apprentissage, Formation, Education) sur le campus de l'Université Bourgogne Europe porte son nom.
Le prix Eicher est décerné par l’IREDU depuis 9 éditions.

## Ouvrages
- Cuenin, S., Eicher, J.-C., & Beytan, M. (1985). L’évolution de l’enseignement supérieur en France et en Israël depuis 1970 : Étude comparative.

- Eicher, J.-C. (1969). La population : Étude démographique : La famille (2319). Scodel.

- Eicher, J.-C., Danrey, J., & Orivel, F. (1971). Le travail et les activités économiques : Classe de seconde AB. Scodel.

- Eicher, J.-C., & Gruel, L. (1998). Le financement de la vie étudiante : Enquête 1994. La documentation française.

- Eicher, J.-C., Hawkridge, D., McAnany, E., Mariet, F., & Orivel, F. (1984). L’économie des nouveaux moyens d’enseignement, volume 3 : Coût et efficacité, et synthèse. Unesco.

- Eicher, J.-C., & Levy-Garboua, L. (Éds.). (1979). Économique de l’éducation. Travaux français. Economica.

## Rapports
- Eicher, J.-C. (1969a). Comparative analysis of educational expenditure in member countries since 1950 : Trend in educational expenditure in France from 1952 to 1967 (2320; p. 105) [OCDE (Organisation de Coopération et de Développement Economiques)].

- Eicher, J.-C. (1969b). Le coût de fonctionnement et d’investissement dans les établissements secondaires selon la taille et la localisation (2321).

- Eicher, J.-C. (1973). Les transformations de l’enseignement supérieur en France depuis 1966 (p. 32) [Rapport préparatoire au Symposium sur la réforme et la planification de l’enseignement supérieur, organisé par le conseil de l’Europe, à Oxford, du 31 mars au 5 avril 1974].

- Eicher, J.-C. (1984a). Educational costing and financing in developing countries : Focus on Sub-saharan Africa (World Bank Staff Working Paper, p. 193).

- Eicher, J.-C. (1984b). L’enseignement supérieur en Afrique de l’ouest francophone : Synthèse de cinq études de cas (Bénin, Cameroun, Côte d’Ivoire, Haute-Volta, Sénégal) : Conclusions et recommandations (p. 26) [Banque mondiale].

- Eicher, J.-C. (1985a). Le syndrome du diplôme et le chômage des jeunes diplômés en Afrique francophone au sud du Sahara : Réflexions de synthèse (p. 27) [Bureau International du Travail].

- Eicher, J.-C. (1985b). Le syndrome du diplôme et le chômage des jeunes diplômés : Le cas du Cameroun (p. 95) [Bureau International du Travail].

- Eicher, J.-C. (1985c). L’enseignement supérieur en Guinée (UNESCO, division du financement de l’éducation EFI/9-B; p. 32). http://unesdoc.unesco.org/images/0008/000896/089638fb.pdf

- Eicher, J.-C. (1985d). L’évolution des systèmes d’enseignement dans le monde de 1960 à nos jours : Aspects économiques et financiers (p. 83) [Unesco].

- Eicher, J.-C. (1985e). Nouvelles technologies et formation des maîtres en France (p. 27) [Institut européen d’éducation et de politique sociale].

- Eicher, J.-C. (1987). Les coûts des nouvelles technologies de l’information dans l’éducation : Particularités et problème de mesure (p. 29).

- Eicher, J.-C. (1997). Le système d’aide aux étudiants en France : Analyse des déterminants (p. 28) [Commission des communautés européennes].

- Eicher, J.-C., & Chevaillier, T. (1990). Rethinking the finance of post-compulsory education [International Academy of Education].

- Eicher, J.-C., & Chevaillier, T. (1998). Les modes d’octroi et de gestion des ressources et subventions aux établissements (enseignement obligatoire) : Analyse contextuelle, France (p. 26) [Eurydice].

- Eicher, J.-C., Cuenin, S., Montandon, J., & Gnos, C. (1974). Méthodes d’évaluation des coûts unitaires (p. 21).

- Eicher, J.-C., & Orivel, F. (1978a). L’allocation des ressources à l’éducation dans le monde (p. 86) [Unesco].

- Eicher, J.-C., & Orivel, F. (1978b). L’évolution des dépenses publiques d’éducation dans le monde 1960-1974 : 1ère partie (p. 69) [Unesco].

- Eicher, J.-C., & Orivel, F. (1978c). L’évolution des dépenses publiques d’éducation dans le monde 1960-1974 : 2ème partie (p. 49) [Unesco].

## Thèses dirigées
- Annabi, Y. (1999). Étude de l’efficacité et des coûts de la formation initiale des enseignants : Le cas de la Tunisie [Thèse de doctorat en Sciences économiques, Université de Bourgogne].

- Bambi, G.-G. (1996). Analyse économique de l’enseignement primaire en Afrique sub-saharienne : Réflexion approfondie sur le cas du Congo [Thèse de doctorat en sciences économiques, Université de Bourgogne].

- Bircan, I. (1977). Les aspects démographiques et économiques de l’enseignement primaire en Turquie : Structures actuelles et perspectives [Thèse pour l’obtention du doctorat de troisième cycle de spécialité « Economie des ressources humaines », Faculté de science économique et de gestion].

- Chomienne, S. (1989). Analyse coût-efficacité de l’enseignement assisté par ordinateur : Le cas de la formation en cours d’emploi [Thèse de doctorat en sciences économiques].

- Croset, L. (1992). Des écoles normales aux IUFM : étude des coûts de formation [Thèse pour le doctorat en sciences de l’éducation, Université de Bourgogne].

- Djoudi, K. (1993). La politique de l’enseignement supérieur en Algérie : Analyse économique [Thèse de doctorat en sciences économiques, Université de Bourgogne].

- Duru, M. (1978). La demande d’éducation à l’issue de l’enseignement secondaire [Thèse de doctorat de troisième cycle en Sciences économiques, IREDU].

- Juroszek, J., & Eicher, J.-C. (1978). Contribution de l’éducateur aux problèmes de l’analyse économique des systèmes d’éducation utilisant les médias [Thèse pour l’obtention du doctorat de 3ème cycle de spécialité « Planification et économie de l’éducation », Université de Bourgogne].

- Majnoni d’intignano, B. (1972). Les investissements hospitaliers : Critères de choix [Thèse pour le doctorat d’état es-sciences économiques, Université de Dijon].

- Mingat, A. (1977). Essai sur la demande d’éducation [Thèse en vue de l’obtention du doctorat d’état de science économique, IREDU].

- Muelle, L. (1971). L’enseignement universitaire au Pérou et ses aspects économiques [Mémoire de doctorat de troisième cycle « Planification et économie de l’éducation », Université de Bourgogne].

- Muelle, L., & Eicher, J.-C. (1973). Le système éducatif du Pérou : Structures et perspectives [Thèse pour l’obtention du doctorat de spécialité « économie et planification de l’éducation », Université de Dijon].

- Noula, A. (1988). Éléments d’analyse de l’enseignement technique et professionnel au Cameroun [Thèse de doctorat en sciences économiques, Université de Bourgogne].

- Ortiz, R. (1970). Le système actuel d’enseignement secondaire agricole au Pérou (2485) [Mémoire du doctorat de spécialité (3ème cycle), Faculté de droit et des sciences économiques de dijon].

- Ortiz Saravia, R. (1971). La localisation optimale des établissements d’enseignement : Application des méthodes multicritères au cas des lycées agricoles du Pérou [Thèse pour l’obtention du Doctorat de troisième cycle de spécialité « Planification et économie de l’éducation », Université de Dijon].

- Paul, J.-J. (1987). La structuration du marché du travail dans l’analyse de la relation formation-emploi [Thèse pour le doctorat d’État Sciences Économiques, Université de Bourgogne].

- Richard, M. (1996). Les modes de régulation du système éducatif français : Contribution à l’analyse des facteurs de disparités de scolarisation dans l’espace métropolitian français : La décennie 1980 et l’évolution des scolarisations en 1er et 2nd cycles du second degré [Thèse de doctorat en science économique, Université de Bourgogne].

- Sossou, B. F. (1988). Analyse coût-efficacité de la production scolaire : Le cas du Bénin [Thèse de doctorat, mention sciences économiques, Université de Bourgogne].

- Vigezzi, M. (1983). L’éducation des adultes : Conséquences et objectifs économiques [Thèse complémentaire en sciences économiques, Université de Dijon].

## Distinctions
Chevalier de la Légion d'Honneur
Officier de l’Ordre National du Mérite
Commandeur des Palmes académiques